# Wasilij Nieczajew
Wasilij Michajłowicz Nieczajew (ros. Васи́лий Миха́йлович Неча́ев, 1860—1935) – rosyjski prawnik, profesor. Ukończył studia na Wydziale Prawa Cesarskiego Uniwersytetu Moskiewskiego, gdzie pod kierownictwem Siergieja Muromcewa, Maksima Kowalewskiego i Pawła Winogradowa zaczął przygotowywać się do tytułu profesora. W 1893 roku mianowany został na stanowisko profesora nadzwyczajnego (ros. Экстраордина́рный профе́ссор, niem. Außerordentlicher Professor, łac. professor extraordinarius) Cesarskiego Uniwersytetu Dorpackiego.